# Plagiodontia
Plagiodontia là một chi động vật có vú trong họ Capromyidae, bộ Gặm nhấm. Chi này được F. Cuvier miêu tả năm 1836. Loài điển hình của chi này là Plagiodontia aedium F. Cuvier, 1836.

## Các loài
Chi này gồm các loài:
- Plagiodontia aedium F. Cuvier, 1836
- † Plagiodontia araeum Ray, 1964
- † Plagiodontia ipnaeum Johnson, 1948